# Herema State
Herema State is een state of stins in Joure in de Nederlandse gemeente De Friese Meren.

## Geschiedenis

### Middeleeuwse geschiedenis
De families Van Oenema, Van Hoytema en later Uninga bezaten hier al grond en een huis; verondersteld wordt dat Tyepke Onama hier in 1466 een huis bezat. Een afstammeling, Hoyte Uninga van Hoytema, was Spaansgezind en vluchtte daarom rond 1580 uit het gebied; in 1581 gaven de Staten van Friesland daarop opdracht het stenen huis af te breken. De terreinen bleven niettemin eigendom van de familie Uninga van Hoytema. Een kleindochter van de gevluchte Hoyte, Gerland (†1608), trouwde met Wigle Herema (van Tzum). Hun kleindochter Ebele van Grovestins, die het goed erfde, bouwde in 1625 samen met haar man Bartold Tjaerda van Starkenborgh een huis dat zij de naam Herema State gaven. Hun erfgenamen verkochten het huis in 1679.

### Moderne geschiedenis
In 1679 kocht Philip Ernst Vegilin van Claerbergen (1613-1693) de stins voor zijn zoon Hessel Vegilin (1655-1715), grietman van Utingeradeel, grietman van Haskerland; de laatste liet in 1689 een nieuwe stins bouwen. De familie Vegilin van Claerbergen zou de state tot 1948 in bezit hebben en bewonen: jhr. Pieter Benjamin Johan Vegelin van Claerbergen (1878-1942), burgemeester van Haskerland, en zijn echtgenote Anna Aurelia Maria Hofstede (1891-1948) waren de laatste bewoners.
De familie Vegilin bewoonde het huis met een kleine onderbreking tussen 1910 en 1921 toen de stins in gebruik was als het Friesch Volkssanatorium voor lijders aan tuberculose. De stins was tot dat doel geschonken door het echtpaar Driessen-Vegelin van Claerbergen. Toen het echter in begin jaren 1920 te klein bleek te zijn, werd in 1921 een nieuw sanatorium in Appelscha in gebruik genomen; de familie Driessen herkreeg de state.
Daarna kocht de burgemeester van Haskerland, P.J.B. Vegelin van Claerbergen het oude familiebezit om er zelf, na een in 1924 uitgevoerde verbouwing, weer te gaan wonen; hij overleed op de state in 1942. Hij had de state in 1940 verkocht aan de gemeente Haskerland, met het recht voor hem en zijn echtgenote er te mogen blijven wonen. De gemeente vestigde er, na enige verbouwingen, in 1950 het gemeentehuis in en het functioneert nog steeds als zodanig; in de Tweede Oorlog werd de kelder van de state door de gemeente al wel gebruikt als opslagplaats voor de archieven.

## Tuinen
In 1716 werd een tuin in barokstijl aangelegd, met een zichtkanaal terwijl op de al bestaande berg een belvédère werd gebouwd. Tot 1848 bleef deze tuin, met ook een pronktuin, met loofwerken van buxus en gras met lage vruchtbomen, ongewijzigd. Het park werd even na 1848 aangelegd door de tuinarchitect Lucas Pieters Roodbaard. Dit park werd, na toestemming aan de gemeente door Gedeputeerde Staten in 1943 tot vrijmaking van budget voor het aanleggen ervan, in gebruik genomen als openbaar wandelpark; dit park staat nu bekend onder de naam Park Heremastate.
Ald Slot · Amelandshuis · Klein Botnia · Camminghahuis · Crackstate · Dekemastate · Epemastate · Harsta State · Hemmema State · Heeremahuis · Herema State · Poptaslot · Jongema State · Keimpemastins · De Klinze · Liauckama State · Museum Martena · Papingastins · Princessehof · Schierstins · Sickema State · Stadhouderlijk Hof · Stania State · Waltastins · Uniastate · Ylostins (verdwenen)